# Jiquipilco el Viejo
Jiquipilco el Viejo är en ort i kommunen Temoaya i delstaten Mexiko i Mexiko. Samhället hade 3 965 invånare vid folkräkningen 2020. Jiquipilco el Viejo är den större orten som ligger på högst höjd i kommunen, nära naturreservatet Santuario de la Mariposa Monarca och nationalparken Parque Nacional Cumbres Sierra Nevada, och är vanlig som startpunkt till vandringslederna. På orten finns både en högskola, flera mellanstadieskolor och en grundskola.
Huvudtorget i orten heter Centro Historico och här finns bland annat ett sjukhus, kyrkan Santiago Apostol och ett kulturhus och ytterligare en grundskola.
På orten flera talande av språket temoayaotomi, och orten ligger bara cirka fem kilometer ifrån Centro Ceremonial Otomi, en form av museum och hyllningsplats till otomifolket. Jiquipilco el Viejos postkod är 50863.